# Hyper-V
Microsoft Hyper-V este un sistem de virtualizare de nivel înalt care permite utilizatorilor să creeze și să ruleze mai multe sisteme de operare virtuale pe același computer fizic. 
Acest lucru poate fi util în multe situații, cum ar fi testarea aplicațiilor în medii cu sisteme de operare diferite sau crearea unui mediu de dezvoltare integrat.
Hyper-V este inclus în mai multe versiuni de Windows, inclusiv Windows 8 și 10,11, dar poate fi instalat și pe Windows Server.
Există, de asemenea, o versiune pentru Windows Server care poate fi instalată pe hardware de server dedicat, astfel încât utilizatorii pot rula mai multe servere virtuale pe același hardware fizic.
Hyper-V oferă o mulțime de opțiuni de configurare și gestionare pentru serverele virtuale, inclusiv posibilitatea de a atașa discuri suplimentare și de a configura rețele virtuale.
De asemenea, oferă utilizatorului opțiunea de a rula mai multe mașini virtuale pe un singur software Hypervisor numit Hyper-V. 
De asemenea, oferă suport pentru o varietate de sisteme de operare invitate, inclusiv Windows, Linux și FreeBSD.
Un alt avantaj al utilizării Hyper-V este că permite utilizatorilor să facă instantanee ale stării serverelor virtuale în timp, astfel încât să poată reveni la o stare anterioară dacă ceva nu merge bine în serverul virtual.
Dacă sunteți în căutarea unei soluții de virtualizare puternice și de înaltă performanță, atunci Microsoft Hyper-V ar putea fi alegerea perfectă pentru nevoile dumneavoastră. 
Asigurați-vă că verificați cerințele de sistem pentru a vă asigura că computerul dumneavoastră îndeplinește cerințele necesare pentru a rula Hyper-V.
Cu toate acestea, Hyper-V nu este singura opțiune disponibilă pe piață pentru virtualizare. Alte sisteme de virtualizare populare includ VMware și VirtualBox. Alegerea dintre aceste sisteme depinde de nevoile specifice ale utilizatorului și de cerințele de hardware ale computerului.
Un alt aspect important al utilizării Hyper-V este costul. În timp ce Hyper-V este inclus în anumite versiuni de Windows, versiunea pentru server poate fi costisitoare, în special dacă aveți nevoie de mai multe licențe pentru servere virtuale. 
Asigurați-vă că evaluați opțiunile de preț și că luați în considerare toate costurile asociate cu utilizarea Hyper-V înainte de a face o decizie.
În cele din urmă, utilizarea Hyper-V poate fi o opțiune puternică pentru virtualizare, oferind o mulțime de opțiuni de configurare și management pentru serverele virtuale. 
Cu toate acestea, este important să luați în considerare toate aspectele, inclusiv cerințele de hardware și costurile, înainte de a face o decizie.